# Saint-Germain-Chassenay
Saint-Germain-Chassenay este o comună în departamentul Nièvre din centrul Franței. În 2009 avea o populație de 364 de locuitori.

## Evoluția populației
| An        | 1975 | 1982 | 1990 | 1999 | 2006 | 2009 |
| --------- | ---- | ---- | ---- | ---- | ---- | ---- |
| Populație | 368  | 372  | 373  | 357  | 369  | 364  |